# Fernando Pérez Ponce de León
Fernando Pérez Ponce de León (Sevilla, c. 1305 - Morón de la Frontera, 1355). Noble castellano. Fue hijo de Fernando Ponce de León, IV señor de Marchena, y de Isabel de Guzmán.
Fue maestre de la Orden de Alcántara entre 1346 y 1355, y era tataranieto del rey Alfonso IX de León y Aldonza Martínez de Silva.

## Orígenes familiares
Nació en Sevilla hacia 1305, hijo de Fernando Ponce de León y de Isabel Pérez de Guzmán. Por parte paterna era nieto de Fernán Pérez Ponce de León, mayordomo mayor del rey y adelantado mayor de la frontera de Andalucía, y de Urraca Gutiérrez de Meneses. Y por parte materna era nieto de Alonso Pérez de Guzmán el Bueno, célebre defensor de la ciudad de Tarifa, III señor de Marchena y I señor de Sanlúcar de Barrameda, y de María Alfonso Coronel, quién le crio.
Fue hermano de Pedro Ponce de León el Viejo, V señor de Marchena y caballero de la Orden de la Banda.

## Biografía

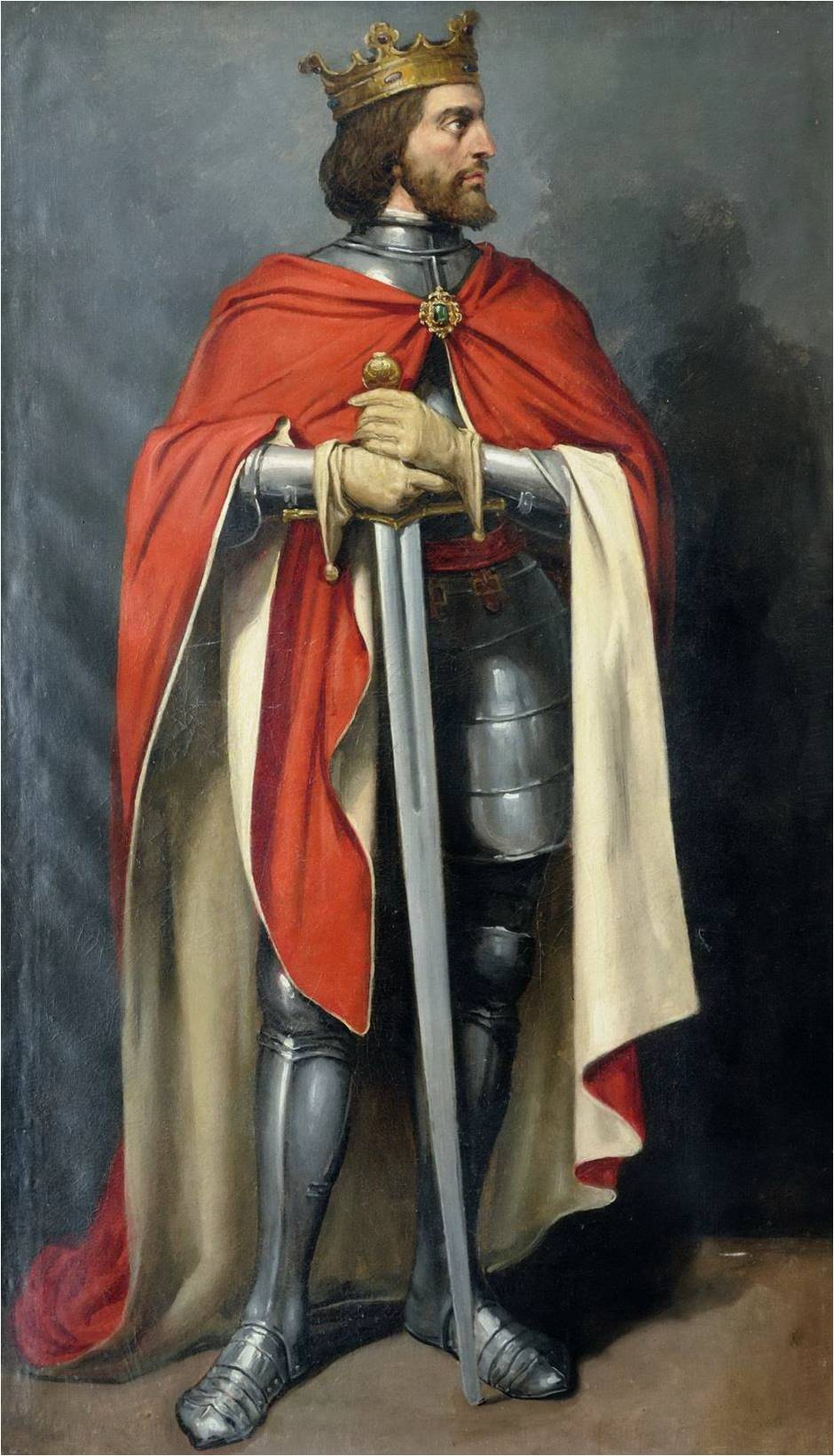
Retrato imaginario de Alfonso XI de Castilla. José María Rodríguez de Losada. (Ayuntamiento de León).

Se desconoce su fecha de nacimiento. Su padre fue señor de Marchena, Bornos, Espera, Rota y Chipiona, y falleció alrededor de 1331. A principios de 1346, durante el reinado de Alfonso XI de Castilla, Fernando Pérez Ponce fue elegido maestre de la Orden de Alcántara, a pesar de que diversos historiadores, como Feliciano Novoa Portela, destacan que probablemente no era miembro de la orden, pues no hay constancia documental de ello, y que su elección se debió a las «grandes presiones que Alfonso XI había ejercido sobre la Orden», a los servicios que había prestado al rey por su condición de frontero de Arcos de la Frontera, y a sus méritos en la lucha contra los musulmanes.
Fernando Pérez Ponce acompañó al rey en numerosas campañas militares, y estuvo presente en la batalla del río Palmones, previa a la conquista de Algeciras, que capituló ante las tropas castellanas el 26 de marzo de 1344. Y también acompañó a Alfonso XI durante el asedio de Gibraltar, que comenzó en el verano en 1349 y finalizó en 1350 sin haber conseguido la conquista de la plaza. Durante el asedio falleció el rey Alfonso XI a causa de la peste y el maestre de Alcántara acompañó su cadáver junto con los caballeros de su Orden hasta Medina Sidonia, aunque no se atrevió a hacerlo hasta Sevilla, donde debía recibir sepultura el rey, por temor a las represalias de Pedro I de Castilla, hijo y sucesor de Alfonso XI, a causa de la vinculación del maestre y de su familia con Leonor de Guzmán, amante de Alfonso XI y madre de Enrique de Trastámara, que llegaría a reinar en Castilla con el nombre de Enrique II.
Por temor a Pedro I, Fernando Pérez Ponce se refugió en el castillo de Morón de la Frontera, que pertenecía a la Orden de Alcántara, al tiempo que su hermano, Pedro Ponce de León, se refugiaba en Algeciras y posteriormente en Marchena junto con Enrique de Trastámara, hijo ilegítimo de Alfonso XI y de Leonor de Guzmán, según consta la Crónica del rey Don Pedro, donde se afirma que todos ellos «estaban apartados é espantados del Rey». Y mientras se encontraba en Morón de la Frontera, el maestre recibió un mensaje del rey en el que se le ordenaba que regresase junto a sus mesnadas al sitio de Gibraltar, que continuaba siendo asediada por las tropas castellanas, o que fuese a Sevilla para hablar con el rey.
Pero a pesar de ello, el maestre comunicó al rey que no deseaba traicionarle, y que no iría a Sevilla por temor a que el monarca ordenase darle muerte, y le manifestó además que se había refugiado en Morón de la Frontera para no poner en peligro su propia vida y no para combatirle desde allí. Y debido a la respuesta del maestre, el rey ordenó la confiscación de todas sus rentas, y según consta en el capítulo X de la Crónica del rey Don Pedro dispuso que:

Empero el Rey ordenó é mandó que los castillos de la Orden de Alcántara los toviesen Caballeros por él, é le ficiesen pleito por ellos, é non los entregasen, nin acogiesen en ellos al Maestre de Alcántara sin su mandamiento: é asi se fizo.

Feliciano Novoa Portela señala que con esas medidas el monarca castellano pretendía neutralizar la estructura militar de la Orden de Alcántara por temor a la influencia de Leonor de Guzmán y de sus parientes y allegados, que aún controlaban «muchos de los resortes del poder» por medio, entre otras cosas, de las órdenes militares y sus maestres, ya que Fadrique Alfonso de Castilla, hijo ilegítimo de Alfonso XI y de Leonor de Guzmán, era en 1350 maestre de la Orden de Santiago y adelantado mayor de la frontera de Andalucía.

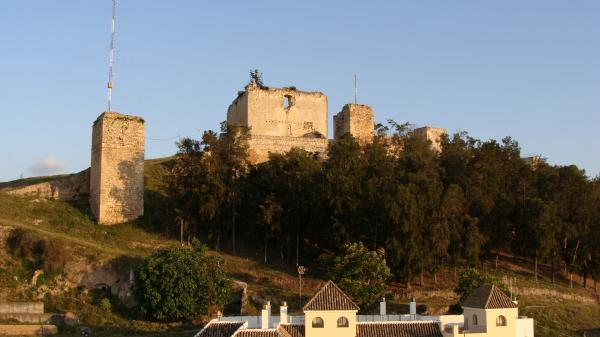
Castillo de Morón de la Frontera. (Provincia de Sevilla).

Y por todo ello, Fernando Pérez Ponce de León se avino a parlamentar con el rey y se dirigió a la ciudad de Sevilla, donde el monarca se comprometió a perdonarle y a devolverle sus rentas, a condición de que jamás militase en otro bando que en el suyo, y de que todas las fortalezas de la Orden de Alcántara quedasen en manos de seglares designados por el propio rey, aunque exceptuando al convento de San Benito de Alcántara, sede de la Orden. Y tras su reconciliación con Pedro I, Fernando Pérez Ponce de León fue designado frontero de Morón de la Frontera junto con su hermano mayor, Pedro Ponce de León, que falleció en 1352.
El nombre del maestre de Alcántara también aparece entre los confirmantes de varios privilegios rodados otorgados durante las Cortes de Valladolid de 1351, que fueron las primeras del reinado de Pedro I, aunque no hay constancia de que asistiera a ellas. Y el historiador Luis Vicente Díaz Martín señaló que ni la Crónica del rey Don Pedro ni la documentación medieval conservada ofrecen datos sobre las actuaciones de Fernando Pérez Ponce durante los años 1351 y 1352, aunque sí hay constancia de que seguía ostentando la dignidad de maestre de Alcántara, según consta en los privilegios rodados de la época, pero ello no demuestra, como señala dicha historiador, si el maestre estaba alejado o no de los «círculos cortesanos».
Feliciano Novoa Portela también afirma que el maestre Fernando Pérez Ponce fue «oficiosamente apartado» del gobierno de la Orden de Alcántara por Pedro I, basando dicha afirmación en que desde 1350 hasta 1355, en que falleció el maestre, su nombre solamente es mencionado en un documento relacionado con la administración de la misma. Y dicho historiador también señala que su alejamiento del gobierno de la Orden no se debió solamente a que le fuera encomendada la defensa de la zona de Morón de la Frontera contra los ataques musulmanes, y que por tanto estuviera lejos de Extremadura, donde se hallaban la sede y la mayoría de las fortalezas de la Orden, sino a los recelos que el maestre de Alcántara inspiraba al rey y que «no se despejaron» ni siquiera con la neutralidad de éste durante los graves problemas que tuvo que afrontar el rey. No obstante, el historiador Luis Vicente Díaz Martín señaló que durante la revuelta nobiliaria iniciada en 1353 contra Pedro I, el maestre de Alcántara fue leal al rey y que este último, como recompensa, le devolvió los castillos de Morón de la Frontera y Cote y otras fortalezas de la Orden que el monarca «le había retenido como medida precautoria dado su parentesco y vinculación con Leonor de Guzmán», y el propio rey fue a entregárselos personalmente en noviembre de 1353, según consta en la Crónica del rey Don Pedro.

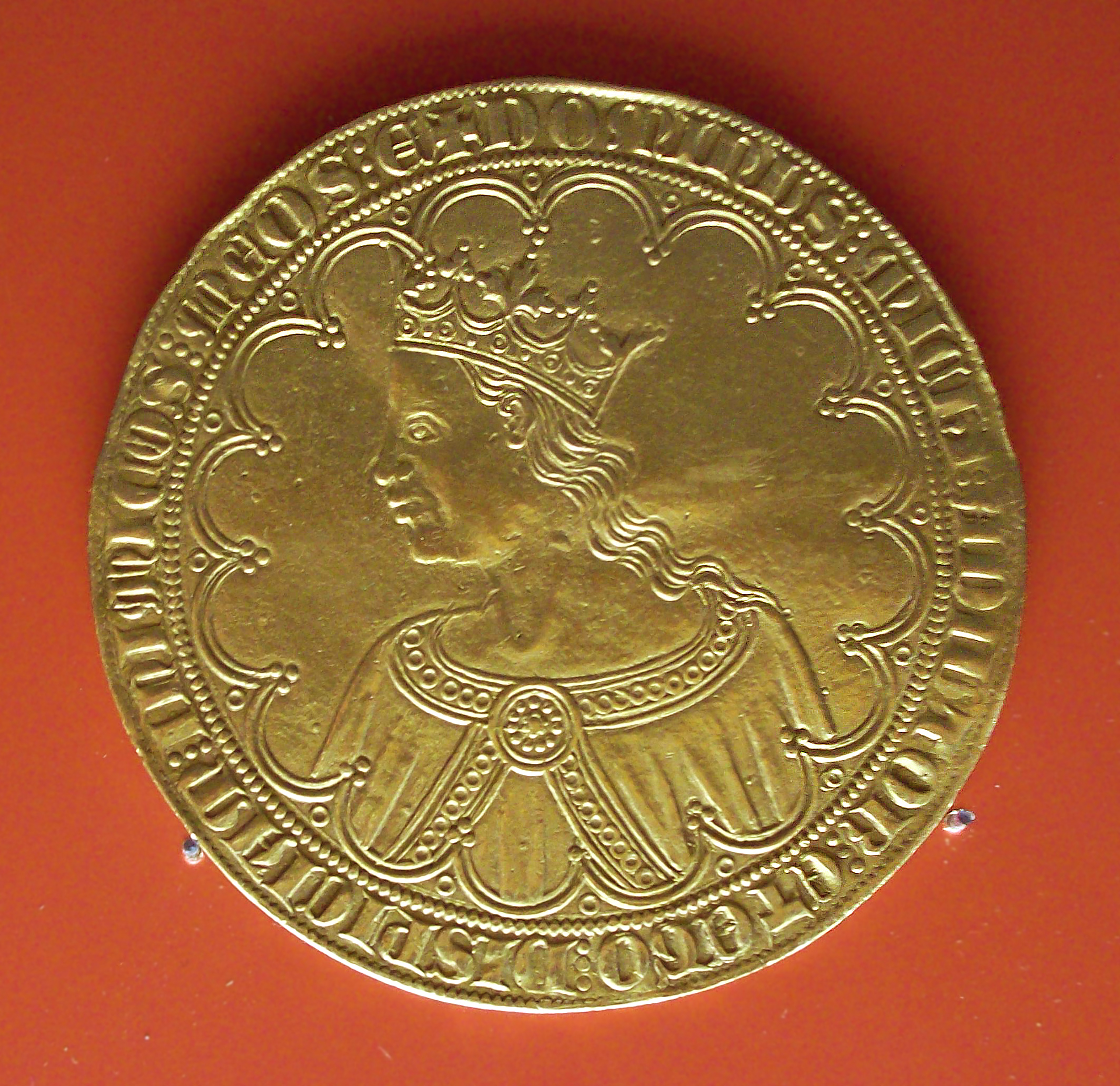
Gran dobla o dobla de a diez de Pedro I de Castilla, acuñada en Sevilla en 1360. (M.A.N., Madrid).

Pero en 1354 los nobles que se habían rebelado contra Pedro I, y entre los que figuraban Fadrique Alfonso de Castilla y Enrique de Trastámara, hermanastros del rey, y el magnate portugués Juan Alfonso de Alburquerque, intentaron alcanzar un acuerdo con Fernando Pérez Ponce para que se uniera a ellos en su lucha contra el rey, pero no lo consiguieron a causa de las garantías que los rebeldes le exigieron al maestre de Alcántara, entre las que se incluía la entrega del castillo de Santibáñez. Y en la Crónica del rey Don Pedro consta que el maestre de Alcántara «nin les ayudó, nin fue al Rey, antes se estovo en su tierra», lo que demuestra, en opinión de diversos autores, que permaneció al margen del conflicto.
Y en las Vistas de Tejadillo, que tuvieron lugar a mediados de noviembre de 1354, Fernando Pérez Ponce no acompañó a Pedro I, aunque sí estuvieron presentes Suero Martínez «el Asturiano», clavero de la Orden de Alcántara, y Diego Gutiérrez de Ceballos, que posteriormente llegarían a ser maestres de dicha Orden. Y en esas Vistas los nobles rebeldes expusieron al rey sus peticiones y le sugirieron la posibilidad de que una reunión de cuatro individuos de cada uno de los dos bandos podría resolver las diferencias existentes, aunque Pedro I no aprobó ninguna de las peticiones de sus enemigos.
Algunos historiadores consignaron que Fernando Pérez Ponce de León falleció en el mes de septiembre de 1355 en el municipio sevillano de Morón de la Frontera, aunque otros señalan que se desconoce dónde falleció, y que debió morir entre finales de julio y principios de agosto de 1355, ya que en un privilegio rodado emitido por Pedro I el día 10 de agosto de ese mismo año el nombre de Fernando Pérez Ponce no aparece ya entre los confirmantes. En la Crónica del rey Don Pedro consta que, estando el rey en el municipio zamorano de Morales de Toro, tuvo conocimiento de la muerte del maestre de Alcántara, y que ordenó acto seguido a los caballeros de la Orden que le acompañaban «que tomasen por Maestre á Don Diego Gutiérrez de Zavallos, que era un grand Caballero, é querialo el Rey muy bien», y el historiador Feliciano Novoa Portela afirmó que:

La muerte de Fernando Pérez Ponce debió ser una buena noticia para Pedro I y debió serlo por partida doble. Primero, porque era la ocasión que estaba esperando para colocar a uno de sus fieles como maestre de Alcántara, y, segundo, porque se producía en un momento, mediados de 1355, en que el rey hacía frente a una importante revuelta nobiliaria en la cual, desde luego, no había colaborado el fallecido maestre, pero tampoco prestó su apoyo al rey Pedro I.

## Sepultura
Su cadáver recibió sepultura en la iglesia de Morón de la Frontera, y posteriormente, cuando dicho municipio dejó de pertenecer a la Orden de Alcántara, los restos mortales del maestre Fernando Pérez Ponce fueron trasladados al convento de San Benito de Alcántara, sede de la Orden de Alcántara.

## Descendencia
Fernando Pérez Ponce de León tuvo dos hijos con una dama de nombre desconocido, según consta en el testamento de su hijo:
- Pedro Ponce de León (m. después de febrero de 1406).[36] Contrajo matrimonio con Teresa García, con quien tuvo varios hijos, entre ellos, a Beatriz Ponce de León casada con Diego Fernández de Miranda (m. 1465).[37][d]
- Beatriz Ponce de León (m. 1394/1406).[36]

| Predecesor: Pedro Yáñez del Campo | Maestre de la Orden de Alcántara 1346-1355 | Sucesor: Diego Gutiérrez de Ceballos |